# Mesonymphes rohdendorfi
Mesonymphes rohdendorfi là một loài côn trùng trong họ Nymphidae thuộc bộ Neuroptera. Loài này được Panfilov in Dolin et al. miêu tả năm 1980.